# 植原卓也
植原 卓也（うえはら たくや、1988年6月22日 - ）は、日本の俳優。
大阪府守口市出身、アミューズ所属。身長177cm。 

## 経歴
2000年、ダンスユニット・HEADSのメンバーとしてデビュー。グループ解散後の2005年に俳優デビューし、舞台を中心にテレビドラマ・映画などで活動する。
2011年、テレビドラマ『サイン』で主演を務める。

## 人物
特技はダンス、水泳、絵。

## 出演

### テレビドラマ
- Sh15uya（2005年1月 - 3月、テレビ朝日） - DJ 役
- ガチバカ!（2006年1月 - 3月、TBS） - 馬場真介 役
- 紺野さんと遊ぼう（2008年3月 - 4月、WOWOW） - 内山克己 役
- スミレ16歳!!（2008年4月 - 6月、BSフジ） - 加藤 役
- Q10 第3話（2010年10月、日本テレビ） - 西一馬 役
- サイン（2011年1月 - 3月、毎日放送） - 主演・大江童司 役
- Fallen Angel（2012年1月 - 3月、BS朝日） - 相葉陸 役
- プレミアムよるドラマ お父さんは二度死ぬ（2013年6月、NHK BSプレミアム） - 井ノ原刑事 役

### 配信ドラマ
- 白百合兄弟のハンサムな食卓（2009年、QTV） - 白百合莉央 役

### 舞台・ミュージカル
- FROGS（2007年 - 2009年） - フクロウ・ヒロシ 役
- ブルーシーツ（2008年1月、紀伊國屋ホール/シアターBRAVA!） - 江間 役
- ロストデイズ（2008年5月、赤坂レッドシアター） - 澤口邦弘役
- ファミリア（2008年10月 - 11月） - 南茂英雄 役
- ミュージカル テニスの王子様 The Treasure Match 四天宝寺 feat. 氷帝（2008年12月 - 2009年3月） - 忍足謙也 役
  - ミュージカル テニスの王子様 DreamLive 6th（2009年5月） - 忍足謙也 役
  - ミュージカル テニスの王子様 The Final Match 立海 First feat.四天宝寺（2009年7月 - 10月） - 忍足謙也 役
- 音楽舞闘会 黒執事 〜その執事、友好〜（2009年5月 - 6月、サンシャイン劇場） - グレル・サトクリフ 役
  - ミュージカル「黒執事」 -The Most Beautiful DEATH in The World- 千の魂と堕ちた死神（2010年5月、赤坂ACTシアター 他） - グレル・サトクリフ 役
  - ミュージカル「黒執事」 -The Most Beautiful DEATH in The World- 千の魂と堕ちた死神 再演（2013年5月 - 6月、赤坂ACTシアター/梅田芸術劇場） - グレル・サトクリフ 役
  - ミュージカル「黒執事」－地に燃えるリコリス（2014年9月 - 10月、六本木ブルーシアター/梅田芸術劇場） - グレル・サトクリフ 役
  - ミュージカル「黒執事」－地に燃えるリコリス 2015（2015年11月 - 12月、梅田芸術劇場/赤坂ACTシアター 他 中国三都市でも上演） - グレル・サトクリフ 役
  - ミュージカル「黒執事」－Tango on the Campania－（2017年12月 - 2018年2月、梅田芸術劇場/赤坂ACTシアター/神戸国際会館こくさいホール/江南市民文化会館/本多の森ホール/久留米シティプラザザ・グランドホール） - グレル・サトクリフ 役
- パッチギ!（2009年12月、新国立劇場中劇場）
- BLACK PEARL（2010年4月、紀伊國屋サザンシアター） - ウォッカ 役
- BLACK&WHITE 悪魔のテンシ 天使のアクマ（2010年8月 - 9月、サンシャイン劇場） - クロ 役
- 朗読劇　私の頭の中の消しゴム（2010年9月、天王洲銀河劇場） - 浩介 役
- カレーライフ（2011年5月、天王洲銀河劇場） - サトル 役
  - 朗読 カレーライフ（2011年12月、サンシャイン劇場） - サトル 役
- 冒険絵本 PINOCCHIO -ピノキオ-（2011年8月、渋谷区文化総合センター大和田/シアターBRAVA!） - オカマの女神 役
- Mystic Topaz（2011年10月、シアターサンモール）
- エンロン（2012年4月 - 5月、天王洲銀河劇場 他）
- カワイクなくちゃいけないリユウ（2012年6月、新国立劇場小劇場/兵庫県立芸術文化センター） - ケント 役
  - 朗読劇 カワイクなくちゃいけないリユウ（2013年2月、新国立劇場小劇場）
  - カワイクなくちゃいけないリユウ 再演／シアワセでなくちゃいけないリユウ 初演（2015年1月 - 2月、新国立劇場小劇場/松下IMPホール） - ケント 役
- JEWELRY HOTEL（2012年7月、紀伊國屋ホール）
- 阿呆の鼻毛で蜻蛉をつなぐ（2012年9月、本多劇場）
- THE ALUCARD SHOW（2013年8月、AiiA Theater Tokyo） - カーミラ 役
  - THE ALUCARD SHOW 再演（2014年11月、AiiA Theater Tokyo） - カーミラ 役
- a new musical 『SONG WRITERS』（2013年10月 - 11月、シアタークリエ/愛知県芸術劇場大ホール/森ノ宮ピロティホール） - ベンジャミン・デナーロ 役
- KREVAの新しい音楽劇「最高はひとつじゃない2014」（2014年1月 - 2月、シアタークリエ） - 鬼の王　役
- ミュージカル「IN THE HEIGHTS イン・ザ・ハイツ」（2014年4月 - 5月、Bunkamuraシアターコクーン/森ノ宮ピロティホール/福岡市民会館/中日劇場/神奈川芸術劇場） - ピラグア・ガイ 役
- BACK STAGE（2014年6月、北上市文化交流センター さくらホール/北國新聞赤羽ホール/シアターBRAVA!/シアタークリエ） - 演出部 梶祐矢役
- a new musical 『SONG WRITERS』再演（2015年7月 - 8月、シアタークリエ/京都劇場） - ベンジャミン・デナーロ 役
- SHOW HOUSE 『GEM CLUB』－（2016年3月 - 4月、シアタークリエ/サンケイホールブリーゼ/愛知県芸術劇場大ホール）
- オリジナルミュージカル『THE CIRCUS!』（2016年5月 - 6月、よみうり大手町ホール/アートピアホール/サンケイホールブリーゼ） - スワン 役 [5]
- ミュージカル「スカーレット・ピンパーネル」（2016年10月 - 11月、赤坂ACTシアター/梅田芸術劇場/東京国際フォーラムホールC） - ファーレイ 役 [6]
- ミュージカル「キューティ・ブロンド」（2017年3月 - 4月、シアタークリエ） - ワーナー 役[7]
- 浪漫活劇「るろうに剣心」（2018年10月 - 11月、新橋演舞場/大阪松竹座） - 相楽左之助 役
- ミュージカル「キューティ・ブロンド 再演」（2019年2月 - 3月、シアタークリエ/やまぎんホール/静岡市清水文化会館マリナート/刈谷市総合文化センター　アイリス/梅田芸術劇場シアター・ドラマシティ/はつかいち文化ホールさくらぴあ　大ホール/久留米シティプラザ　ザ・グランドホール/ホクト文化ホール　中ホール/オーバードホール） - ワーナー 役
- ミュージカル『エリザベート』（2019年6月7日 - 8月26日、帝国劇場） - エルマー 役
- ミュージカル『ダンス・オブ・ヴァンパイア』（2019年11月5日 - 27日、東京：帝国劇場 / 2019年12月15日 - 21日、愛知：御園座 / 2020年1月13日 - 20日、大阪：梅田芸術劇場） - 　ヘルベルト 役
- ミュージカル『フラッシュダンス』（2020年9月12日 - 16日、東京：日本青年館ホール / 10月3日・4日、愛知：日本特殊陶業市民会館ビレッジホール / 10月8日 - 11日、大阪：梅田芸術劇場シアタードラマシティ） - C.C. 役[8]
- ミュージカル『屋根の上のヴァイオリン弾き』（2021年2月6日 - 3月1日、東京：日生劇場 / 3月5日 - 7日、愛知：愛知県芸術劇場大ホール / 3月12日 - 14日、埼玉：ウェスタ川越） - パーチック 役
- ミュージカル『きみはいい人、チャーリー・ブラウン』（2021年3月30日 - 4月11日、東京：シアタークリエ / 4月15日 - 18日、大阪：サンケイホールブリーゼ / 4月20日 - 21日、愛知：日本特殊陶業市民会館ビレッジホール / 4月23日、長野：長野市芸術館メインホール） - シュローダー 役
- ミュージカル『王家の紋章』（2021年8月5日 - 28日、東京：帝国劇場 / 2021年9月4日 - 26日、福岡：博多座） - 　ライアン 役
- ミュージカル『フィスト・オブ・ノーススター～北斗の拳～』（2021年12月 - 2022年1月、日生劇場 / 梅田芸術劇場メインホール / 愛知県芸術劇場大ホール）- シン役[9]
  - ミュージカル『フィスト・オブ・ノーススター～北斗の拳～』再演（2022年9月 - 10月、Bunkamuraオーチャードホール / キャナルシティ劇場）- シン役[10]
- ミュージカル『The Parlor』（2022年4月29日 - 5月8日、東京：よみうり大手町ホール / 5月14日・15日、大阪：サンケイホールブリーゼ / 4月20日 - 21日、兵庫：兵庫県立芸術文化センター 阪急 中ホール） - 小澤巧 役
- ミュージカル『ファーストデート』（2023年1月19日 - 1月31日、東京：シアタークリエ） - レジー 役
- ミュージカル『ダーウィン・ヤング 悪の起源』（2023年6月7日 - 25日、シアタークリエ / 6月30日 - 7月2日、兵庫県立芸術文化センター 阪急中ホール） - バズ・マーシャル 役[11]
- リーディングシアター『アドレナリンの夜』（2023年10月5日、東京建物ブリリアホール）
- ミュージカル『ミア・ファミリア』（2023年11月24日 - 12月3日、東京：東京芸術劇場シアターウエスト / 2023年12月23日 - 12月24日、大阪：梅田芸術劇場シアター・ドラマシティ） - スティーヴィー役
- 『ヒプノシスマイク -Division Rap Battle-』Rule the Stage -New Encounter-（2024年3月1日 - 17日、東京：品川プリンスホテル ステラボール / 4月4日 - 7日、大阪：COOL JAPAN PARK OSAKA WWホール） - 碧棺左馬刻 役[12]
  - 『ヒプノシスマイク -Division Rap Battle-』Rule the Stage -Grateful Cypher-（2024年10月4日 - 14日、東京：TOKYO DOME CITY HALL）[13]
  - 『ヒプノシスマイク -Division Rap Battle-』Rule the Stag《MAD TRIGGER CREW & どついたれ本舗 feat. 道頓堀ダイバーズ》（2025年4月、大阪 / 5月、東京）[14][15]
  - 『ヒプノシスマイク -Division Rap Battle-』Rule the Stage《Mix Tape1 Revenge》（2025年7月11日 - 27日、品川プリンスホテル ステラボール）[14][16]
  - 『ヒプノシスマイク -Division Rap Battle-』Rule the Stage《Hypnosis Delight Fes.》（2025年10月25日・26日〈予定〉、Kanadevia Hall）[17]
  - 『ヒプノシスマイク -Division Rap Battle-』Rule the Stage《Division Jam Tour》vol.1（2025年11月20日・21日〈予定〉、神奈川：KT Zepp Yokohama / 11月27日・28日〈予定〉、大阪：Zepp Namba（OSAKA） / 12月5日〈予定〉、北海道：Zepp Sapporo）[18]
- 『ROCK MUSICAL BLEACH』〜Arrancar the Beginning〜（2024年5月12日 - 26日、東京：天王洲 銀河劇場 / 5月31日 - 6月2日、大阪：COOL JAPAN PARK OSAKA WWホール） - グリムジョー・ジャガージャック 役[19]
- ミュージカル『Bye Bye My Last Cut』（2024年11月1日 - 5日、Mixalive TOKYO Theater Mixa）[20]
- ミュージカル『ケイン&アベル』（2025年1月22日 - 2月16日、東京：東急シアターオーブ / 2月 - 3月、大阪：新歌舞伎座） - マシュー・レスター 役[21][22]
- 音楽劇『謎解きはディナーのあとで』（2025年9月9日 - 23日〈予定〉、東京：日本青年館ホール / 9月27日 - 10月1日〈予定〉、大阪：SkyシアターMBS） - ファビアン・ラインフェルト 役[23]

### 映画
- アクエリアンエイジ 劇場版（2008年） - 司馬一心 役
- 携帯彼氏（2009年） - 篠山陸 役
- 神様ヘルプ!（2010年） - 錦織健太郎 役
- アルカナ（2013年） - 中林 役
- Amuse Presents SUPER HANDSOME LIVE 2022 “ROCK YOU! ROCK ME!!”（2023年）[24]

### バラエティ
- ごちダン★レシピ（2012年、BS朝日）

### CM
- 日本工学院 ミュージック篇（2007年）

### MV
- 柚希礼音「Maybe If...」（2016年）[25]

## 作品

### 書籍
- 植原卓也ファーストPHOTO BOOK『TAKUYA BOOK』（2011年6月28日、ワニブックス）ISBN 978-4847043765
- 植原卓也 2nd PHOTO BOOK 『Two U ～Treasure & Pleasure～』（2018年6月12日）[26]